# Riro Kainga
Vous lisez un « bon article » labellisé en 2024.
Riro Kainga, de son nom complet Siméon ou Timeone Riro 'a Kāinga Rokoroko He Tau, né entre 1871 et 1875 et mort en 1899, est le dernier ariki (roi) de Rapa Nui (île de Pâques) de 1892 jusqu'à sa mort.
Il dirige l'île pendant une brève période d'autonomie autochtone entre l'annexion initiale du Chili en 1888 et la réaffirmation de l'autorité coloniale du pays en 1896 par la Williamson-Balfour Company. Sous son règne, Riro tente de renforcer la domination indigène et rétablit un certain degré de paix et de stabilité sur l'île, malgré les défis posés par les résidents étrangers.
Lors d'un voyage diplomatique au Chili pour discuter de la souveraineté de l'île avec les autorités coloniales, Riro meurt dans des circonstances suspectes laissant penser à un empoisonnement.
En 2006, la présidente chilienne Michelle Bachelet rapatrie la dépouille de Riro sur l'île de Pâques, où un buste en son honneur est érigé. Son petit-fils, Valentino Riroroko Tuki, se proclame roi traditionnel de l'île en 2011.

## Contexte

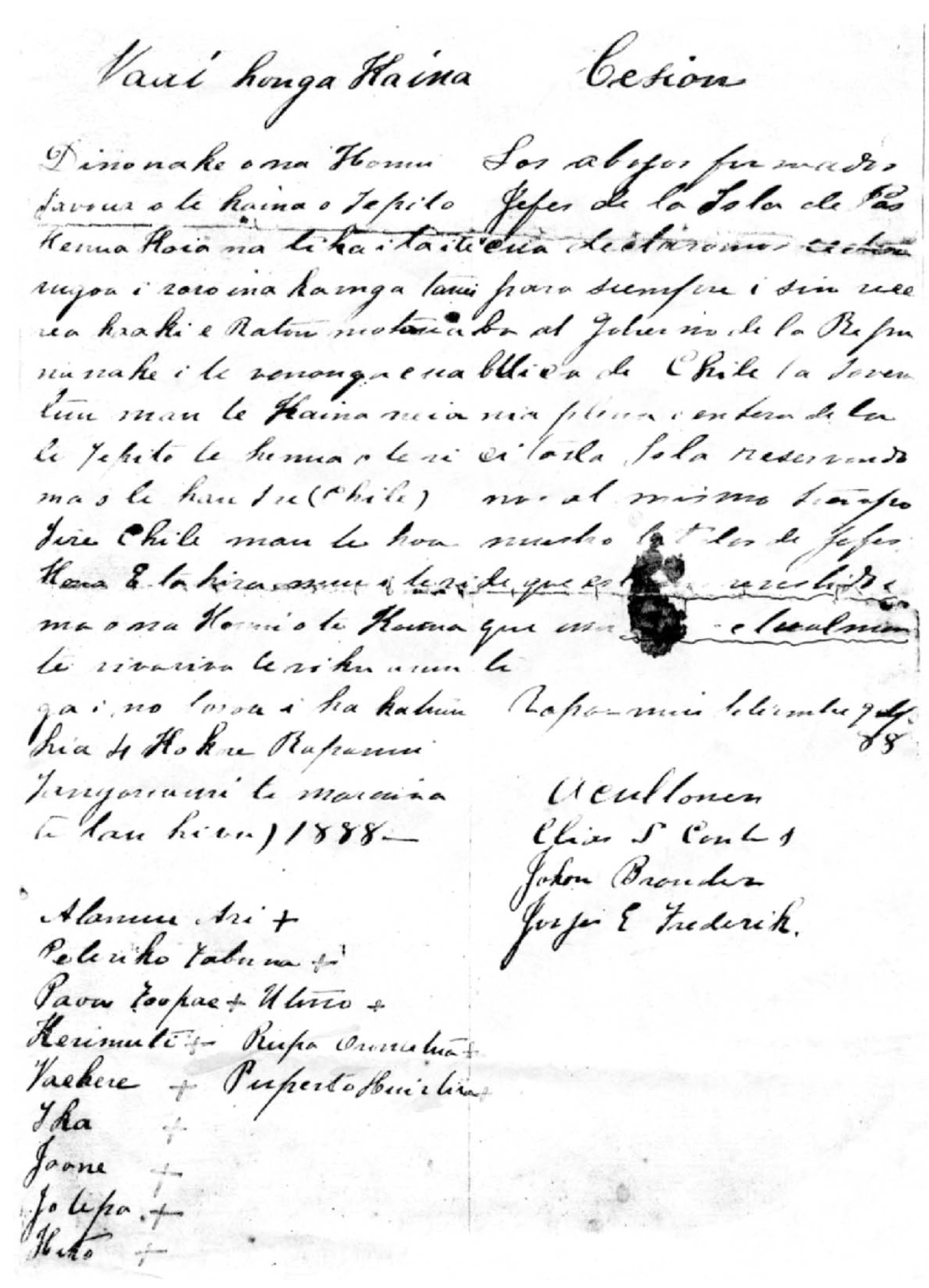
Le traité d'annexion Rapa Nui-Chili de 1888 en langue tahitienne et rapanui à gauche, et en espagnol à droite.

En 1864, les missionnaires français de la congrégation des Sacrés-Cœurs de Jésus et Marie s'établissent sur l'île de Pâques et convertissent de nombreux Rapa Nui au christianisme. Le dernier 'ariki mau (roi rapanui descendant de Hotu Matu'a) Kerekorio Manu Rangi reconnu est mort dans une épidémie de tuberculose en 1867,,. Après ce bouleversement social, un Conseil d'État est créé sous la direction de l'aventurier et éleveur de moutons français Jean-Baptiste Dutrou-Bornier. Il tente de convaincre la France d'en faire un protectorat dans lequel il serait le chef. Son projet n'obtient pas de réponse favorable et il est assassiné en 1877. La mission catholique tahitienne remet en place l'organisation politique traditionnelle des Rapa Nui en plaçant un ariki comme chef et roi de l'île. Atamu Tekena gouverne sur une population de seulement 110 habitants, décimée par les raids esclavagistes péruviens et les maladies européennes.
Le contexte est donc favorable à ce qu'un nouvel acteur propose ses services de protectorat afin de soutenir les habitants de l'île. Dans son rapport sur l'île, le capitaine Policarpo Toro convainc le Chili de l'intérêt de l'île en tant que base marine et pour l'exploitation des 18 000 hectares disponibles. En 1887, il est envoyé par le gouvernement du Chili pour acheter le ranch de moutons Salmon et négocier l'annexion de l'île auprès de l'autorité missionnaire catholique de Tahiti. Toro débarque sur l'île de Pâques l'année suivante et le 9 septembre 1888, Atamu et onze chefs signent un traité d'annexion cédant l'île au Chili. L'historien Lorenz Gonschor remet en question ce traité en raison de l'ambiguïté des versions bilingues. La version en langue rapanui fait uniquement du Chili le protecteur de l'île tandis que la version en langue espagnole cède la souveraineté de l'île à perpétuité,.

## Biographie

### Jeunesse et famille
Fils de Ngaure (ou Ngure, lui-même fils de Pariko), Riro Kainga nait à Mataveri. Son père est un disciple de Torometi, un chef indigène ayant le titre de tangata manu et partisan de l'aventurier français Jean-Baptiste Dutrou-Bornier. Sa mère s'appelle Nene Pōike. Il est baptisé Siméon (ou Timeone) dans la foi catholique par les missionnaires français de la congrégation des Sacrés-Cœurs de Jésus le 9 mars 1879,. Son nom complet est dès lors Siméon ou Timeone Riro 'a Kāinga Rokoroko He Tau. Il est membre du clan Miru auquel appartiennent les 'ariki mau ou dirigeants traditionnels de l'île de Pâques. Bien qu'il descende de ce clan par la branche Miru o Kao, il ne possède pas de relation patrilinéaire avec les anciens ariki. Sa branche sert principalement de tumu, c'est-à-dire qu'elle fournit des épouses aux hommes de la lignée royale,,.
Après la mort, en 1892, d'Atamu Tekena, nommé roi par la mission catholique, Riro Kainga et Enrique Ika sont candidats au trône. Bien que tous deux soient d'origine royale, Ika est plus étroitement lié à Kerekorio Manu Rangi, le dernier 'ariki mau incontesté, décédé lors d'une épidémie de tuberculose en 1867,. La cousine de Riro Kainga, Maria Angata Veri Tahi 'a Pengo Hare Kohou, catéchiste et prophète catholique, encourage les femmes de l'île à le soutenir. Il a probablement entre dix-sept et vingt et un ans à l'époque et est élu principalement en raison de sa beauté et de l'influence d'Angata,.

### Règne
Après son élection, Riro Kainga adopte l'épithète « Rokoroko He Tau », autrefois utilisée par Kerekorio. En 1889, Angata arrange son mariage avec Véronique Hitiairangi Renga Mahute (1874-1947), une femme rapanui d'origine tahitienne adoptée par un couple rapanui revenu sur l'île en 1888. Elle est la fille de Mahoni a Mahute et de Marta « Marate » Paruvaka et de la lignée de Tupahotu Ngaruti et Koro Orongo. Ils ont trois fils et une fille : Simeón Riroroko Mahute, Jorge, Virginia et Juan. Ses descendants utilisent le nom de famille Rikoriko pour désigner leur clan,,.
Malgré le traité d'annexion, considéré comme un traité de protectorat par les Rapa Nui, le gouvernement chilien abandonne la colonie en 1892 en raison de troubles politiques sur le continent, en proie à une guerre civile, ce qui incite les insulaires à réaffirmer leur indépendance. Comme son prédécesseur, Riro Kainga gouverne sous l'égide d'un conseil de dirigeants indigènes et sous l'influence de l'Église catholique (représentée par Angata et d'autres catéchistes indigènes). Il nomme Premier ministre son adversaire Ika,.
Durant cette période, « les Rapanui sous Riro Kāinga rétablissent leur gouvernement sous des formes encore plus claires qu'avant l'annexion, au point qu'ils auraient pu effectivement être qualifiés d'État, de sorte que leur seconde prise de contrôle arbitraire par le Chili en 1896 peut être considérée comme juridiquement discutable » . Contrairement à Tekena, Riro Kainga réaffirme la domination indigène en tenant tête aux résidents étrangers et restaure un certain degré de paix et de stabilité sur l'île. La démographie croît et passe de 110 habitants en 1877 à 214 en 1896.

Drapeau du royaume de Rapa Nui de 1876 à 1888.

Après quatre années de négligence au cours desquelles aucun navire étranger ne visite l'île de Pâques, le Chili réaffirme sa souveraineté en 1896 en louant l'île à la Sociedad Ovejera Merlet & Cia (Société des moutons Merlet & Company). L'entreprise est dirigée par Enrique Merlet, qui agrandit l'élevage de moutons de l'île et nomme Alberto Sánchez Manterola comme directeur ; Sánchez est aussi nommé sous-délégué maritime de l'île. Merlet & Company, qui emploie un quart de la population de l'île, interdit l'affichage du drapeau de Rapa Nui et restreint les droits de la population indigène sur les terres et les animaux de l'île. L'entreprise fait ensuite construire un mur de 3 m de haut autour de Hanga Roa et Moeroa, les séparant des terres du ranch et les limitant au territoire cloisonné,.
Merlet écrit à Riro Kainga, le traitant d'imposteur et lui ordonnant de cesser de se faire appeler roi parce qu'il (Merlet) possède l'île. Malgré des débuts en bons termes, le chef d'entreprise Sánchez n'a pas non plus respecté l'autorité de Riro Kainga. En 1898, le roi et ses hommes tentent en vain de discuter des salaires et des conditions de travail avec Sánchez. En représailles, les Rapa Nui refusent de travailler jusqu'à ce que le prochain navire chilien arrive et puisse arbitrer leur cas. Sánchez et ses gardes armés forcent les grévistes d'Hanga Roa à reprendre le travail, mais les insulaires s'y opposent et désarment l'un de ses hommes lors de l'affrontement,.

### Mort
En réponse aux abus, Riro Kainga ignore les avertissements de son peuple et se rend à Valparaíso à la fin de 1898 ou au début de 1899 pour exprimer ses griefs au gouvernement chilien. Trois soldats l'accompagnent sur le navire de la société commerciale, le Maria Luísa, ils font partie du régiment Maipo de l'armée chilienne : Juan Tepano Rano, Juan Araki Tiʻa et José Pirivato,. L'anthropologue chilien Rolf Foerster avance l'hypothèse d'une déportation, telle que pratiquée dans la politique coloniale de l'Île de Pâques, mais celle-ci ne peut être retenue selon le témoignage d'un missionnaire contemporain qui voyage en compagnie de Riro Kainga.
Le jour de leur arrivée, l'intendant provincial de Valparaíso propose de transmettre le cas de Riro Kainga au gouvernement ; cependant, le roi insiste pour rencontrer sur un pied d'égalité le président chilien Federico Errázuriz Echaurren. La délégation est accueillie par les hommes de Merlet (Jeffries et Alfredo Rodríguez) dans une taverne locale, et le roi est invité à rester avec Rodríguez pendant que les soldats retournent à leur caserne. Durant la soirée, le roi est encouragé à boire et le lendemain matin, ses hommes sont informés qu'il se trouve à l'hôpital Carlos Van Buren. Il y meurt des suites d'une intoxication alcoolique,. La nouvelle de sa mort n'atteint l'île qu'en mars 1899. Bien que Merlet ait déclaré que le jeune roi s'était saoulé jusqu'à mourir, la tradition orale de Rapa Nui affirme qu'il est empoisonné sur ordre de Merlet alors qu'il est à l'hôpital. Riro Kainga est enterré dans la fosse commune à Valparaíso,. Les circonstances qui entourent sa mort sont particulièrement suspectes, d'autant que les deux principaux soldats qui accompagnent le roi, Juan Tepano et Juan Araki, reviennent sur l'île en 1900 avec chacun un titre et une fonction d'employé au sein de la Williamson-Balfour Company chargée de la gestion de l'île. Des politiques de déportation suivent très rapidement afin de réprimer les rébellions.

## Postérité

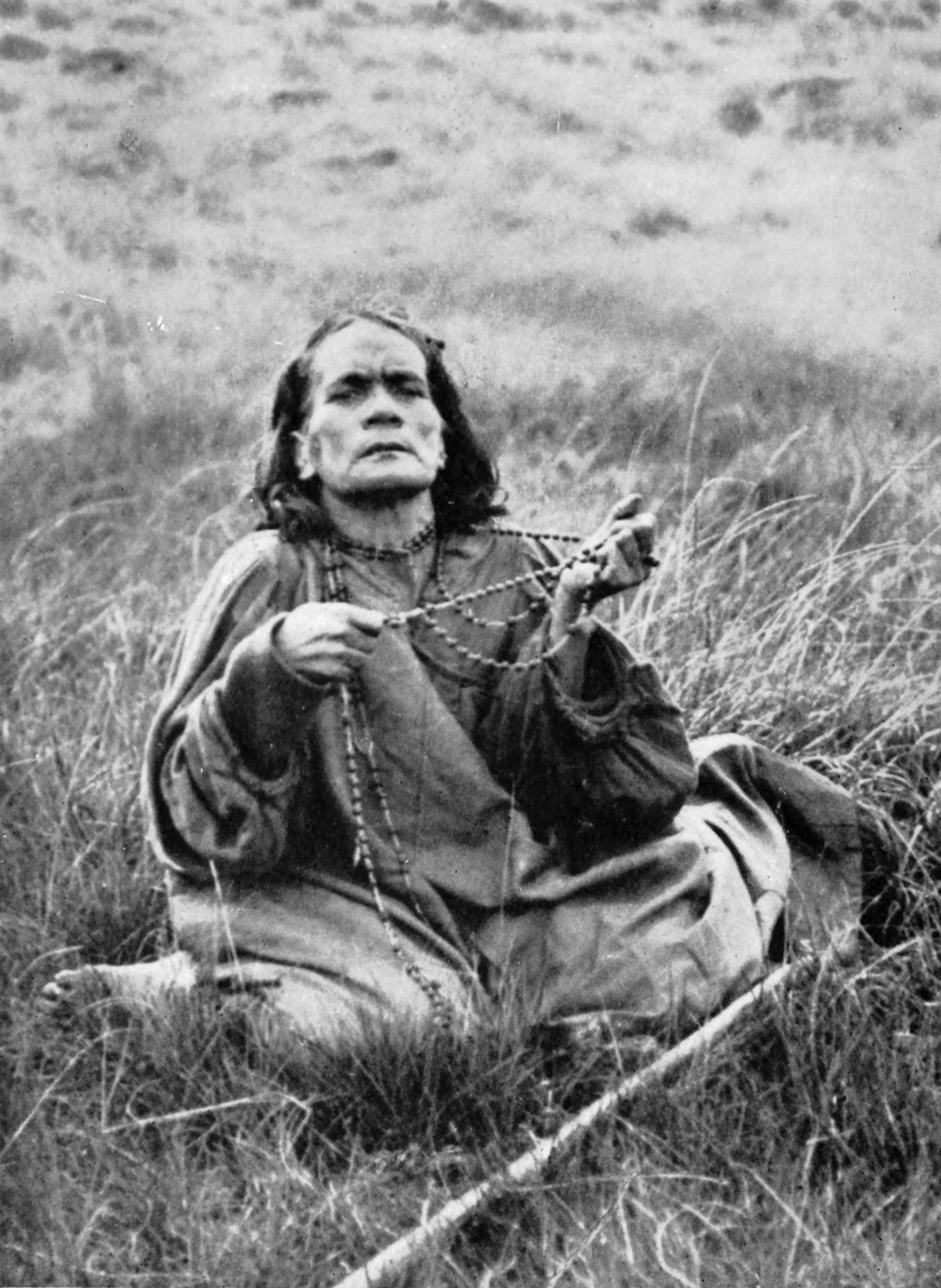
Angata, la cousine de Riro Kainga, lors de la rébellion de 1914. Photographie par Katherine Routledge.

Après la mort du roi, Angata assume la direction nominale du clan Miru. Les proches de Riro Kainga tentent en vain de restaurer la royauté avec Enrique Ika et Moisés Tuʻu Hereveri, malgré les ordres de Sánchez abrogeant l'institution et interdisant aux insulaires de choisir un nouveau roi. Enrique ne sera proclamé roi qu'en janvier 1900, et Moisés en 1901 avant d'être évincé en 1902,. Craignant pour sa vie, la veuve de Riro Kainga, Véronique, épouse Manuel A. Vega, un berger chilien, le 29 janvier 1900. En 1902, le Chili nomme Juan Tepano cacique pour tenter de mettre fin à la résistance indigène,. Angata mène une révolte infructueuse en 1914 pour renverser le contrôle de l'entreprise,, et un mouvement indépendantiste se poursuit sur l'île. Le petit-fils de Riro Kainga, Valentino Riroroko Tuki, se déclare roi de Rapa Nui en 2011,.
La présidente chilienne Michelle Bachelet rapatrie la dépouille de Riro Kainga sur l'île de Pâques en 2006, lorsqu'elle est reçue lors d'une cérémonie au cours de laquelle le drapeau de Rapa Nui flotte aux côtés du drapeau chilien. Les petits-enfants survivants du dernier roi (Benedicto, Valentino, Milagrosa, Ambrosio, Luís et María) participent à la cérémonie. Un buste du roi est érigé par la marine chilienne devant le bureau du gouverneur à Hanga Roa,. Une place et un centre civique portent également son nom.
L'historien Forrest Wade Young se montre toutefois critique et souligne l'ironie d'un mémorial, faiblement biographique, installé sur l'Île de Pâques par la marine chilienne coupable des nombreux emprisonnements et captures d'insulaires Rapa Nui qui n'obtiendront leurs droits civiques chiliens qu'après la promulgation de la Loi 16441 dans les années 1960.

## Pouvoir et légitimité
Bien que Riro Kainga et son prédécesseur Atamu Tekena possèdent le titre de roi, leur pouvoir et leur légitimité sont remises en doute par Alfred Métraux en comparaison des précédents rois :
« Bien que les insulaires d'aujourd'hui parlent des rois défunts, Atamu Te Kena et Riroroko, comme s'ils étaient vraiment des rois, les informateurs précisent qu'ils avaient très peu en commun avec les ariki d'antan. Leur pouvoir était d'une nature indéfinie et douteuse, et ils ne semblaient pas avoir joui des privilèges des anciens ariki. Peut-être que leur seule revendication au titre résidait dans leur lignée ; tous deux appartenaient au groupe Miru. Peut-être que si la civilisation autochtone avait perduré, ils auraient pu être de vrais rois. La prétention personnelle, soutenue par les officiers chiliens qui avaient besoin d'un intermédiaire responsable pour traiter avec la population, aurait pu contribuer à restaurer le pouvoir de cette royauté fictive et éphémère. »
En effet, à la suite de la mort de Riro Kainga, l'organisation politique est bouleversée de façon traumatisante, les Rapa Nui ne retenant que la version de l'empoisonnement de leur roi. Malgré sa disparition, la question de la monarchie reste une source de problèmes pour l'administration coloniale qui réprime plusieurs rébellions et fait rédiger en 1902 un premier code juridique comportant neuf arrêtés réglementant le régime de travail et l'organisation politique. Ainsi, afin d'abolir la monarchie, un système de cacique reconnu est mis en place.